# 早稲田高等工学校
早稲田高等工学校（わせだこうとうこうがっこう）は、昭和前期に東京府東京市淀橋区戸塚町一丁目（現・東京都新宿区西早稲田一丁目）にあった私立各種学校。
1928年、財団法人早稲田大学により、専門学校程度の高等教育を行うことを目的として早稲田大学に併設される形で設置された。主に夜間に開講し、中等教育を修了した勤労青年などを対象に工業技術を教育した。
専門学校令に基づく認可を受けず、制度上は各種学校の位置付けに留まっていたが、高等工業学校に準ずるカリキュラムと併設の理工学部と兼用の施設や兼任の教員などがそろっており、卒業者に対して免許付与や資格試験の一部免除が認められるなど、高等工業学校と同等またはそれに準ずる扱いを受けていた。なお、太平洋戦争末期の1945年には専門学校への昇格を目指したが適わず、戦後の1948年に一定の条件を満たす卒業者に対して、大正7年文部省令第3号第2条第2号による文部大臣の指定「高等学校高等科卒業者若しくは大学予科修了者と同等以上」を受けたことで、大学の学部への進学が可能になった。
1951年に学制改革に伴う統廃合により廃校となった。

## 沿革
- 1928年 - 中学校・工業学校・早稲田工手学校卒業を入学資格とする、夜間2年制（1年を2期に分割し、計4期制）の各種学校（機械工学科・電気工学科・建築学科・土木工学科）として、東京府より設置認可され開校する。同年、親睦会である稲工会が『稲工会雑誌』を創刊する。
- 1935年 - 修業年限を半年延長して2年半制、5期制となる。
- 1939年 - 修業年限をさらに延長して3年制とし、同時に入学時期を年1回4月に改め、5期に分けられていた科目制を1年2期の学年制に変更する。
- 1940年 - 応用化学科を新設する。
- 1941年 - 修業年限を3か月短縮する（後に6か月短縮）。
- 1944年 - 航空機科・電気通信科・木材工業科を新設する。同時に、機械工学科を機械科・電気工学科を電気科・建築学科を建築科・土木工学科を土木科に改称する。
- 1945年 - 早稲田工業専門学校（夜間）として4月より開校する願いを文部省に認可申請するが受理されず（併設の専門部（昼間）には当初より工科が設けられていた）。日本の降伏後、連合国軍最高司令官総司令部の指令により、航空機科が廃止される。
- 1949年 - 学制改革による新制早稲田大学の設置にともない、募集を停止する。
- 1951年 - 旧制の専門部、高等師範部、早稲田専門学校とともに廃止される。卒業者数は累計9千余人。

## 著名な出身者
- 石井修 - 建築家
- 伊藤三郎 - 第2代川崎市長
- 今泉善一 - 建築家、政治運動家
- 清水勇 - 衆議院議員
- 藤元政信 - 第3代武蔵野市長
- 古田俊彦 - 俳優
- 文鮮明 - 世界基督教統一神霊協会創始者
- 大坂志郎 - 俳優
- 高木二朗 - 俳優